# HMS Peterel (1794)
Pour les autres navires du même nom, voir HMS Peterel.
Le HMS Peterel est un sloop-of-war de 16 canons lancé par la Royal Navy en 1794. Il capture plusieurs navires français dont le brick Ligurienne, avant d'être converti en navire de réception en 1811 et revendu en 1827.